# دیزیچه
دیزیچه شهری از توابع  بخش مرکزی شهرستان مبارکه در جنوب غربی استان اصفهان است. این شهر در موقعیت ۳۵ کیلومتری جنوب غربی شهر اصفهان، ۵ کیلومتری شهر مبارکه، ۱۰ کیلومتری شرق زرین‌شهر و در حاشیه رودخانه زاینده‌رود واقع شده است.
در تاریخ ۴ آذر ۱۳۷۲ به دیزیچه شهرداری تعلق گرفت. نام دیزیچه برگرفته از شکل خاص جغرافیایی آن است، به گونه‌ای که اگر از بالا به دیزیچه نگاه شود سه طرف شهر در حصار کوه‌ها و یک طرف آن رودخانه زاینده رود می‌باشد و بدین ترتیب مانند دژ کوچکی است که در قدیم دژچه نام داشته و در طول تاریخ با فرایند واجی که در گفتار شکل گرفته، ابتدا به «دژچه» و سپس «دزیچه» و در پایان به «دیزیچه» تغییر نام یافته است.
دیزیچه با کارخانجات و صنایع سبک و سنگین استان از جمله مجتمع فولاد مبارکه مجاور است و کارخانه سیمان سپاهان دیزیچه به نوعی در دل شهر جای گرفته است و در نزدیکی شرکت پلی‌اکریل اصفهان قرار دارد.
گذر دو خط راه‌آهن از حاشیه و مرکز شهر همچون کمربند قسمتی از شهر را در خود جای داده است. ایستگاه راه‌آهن دیزیچه در حال حاضر ایستگاه باری است که در سند چشم‌انداز ۲۰ ساله به مسافربری نیز تبدیل می‌شود، همچنین آزادراه اصفهان-کاشان-قم-تهران از شهر دیزیچه عبور می‌کند.
اقتصاد مردم شهر در درجه اول به کشاورزی و سپس اشتغال در بخش صنعت (به ویژه حمل و نقل سیمان) وابسته است.

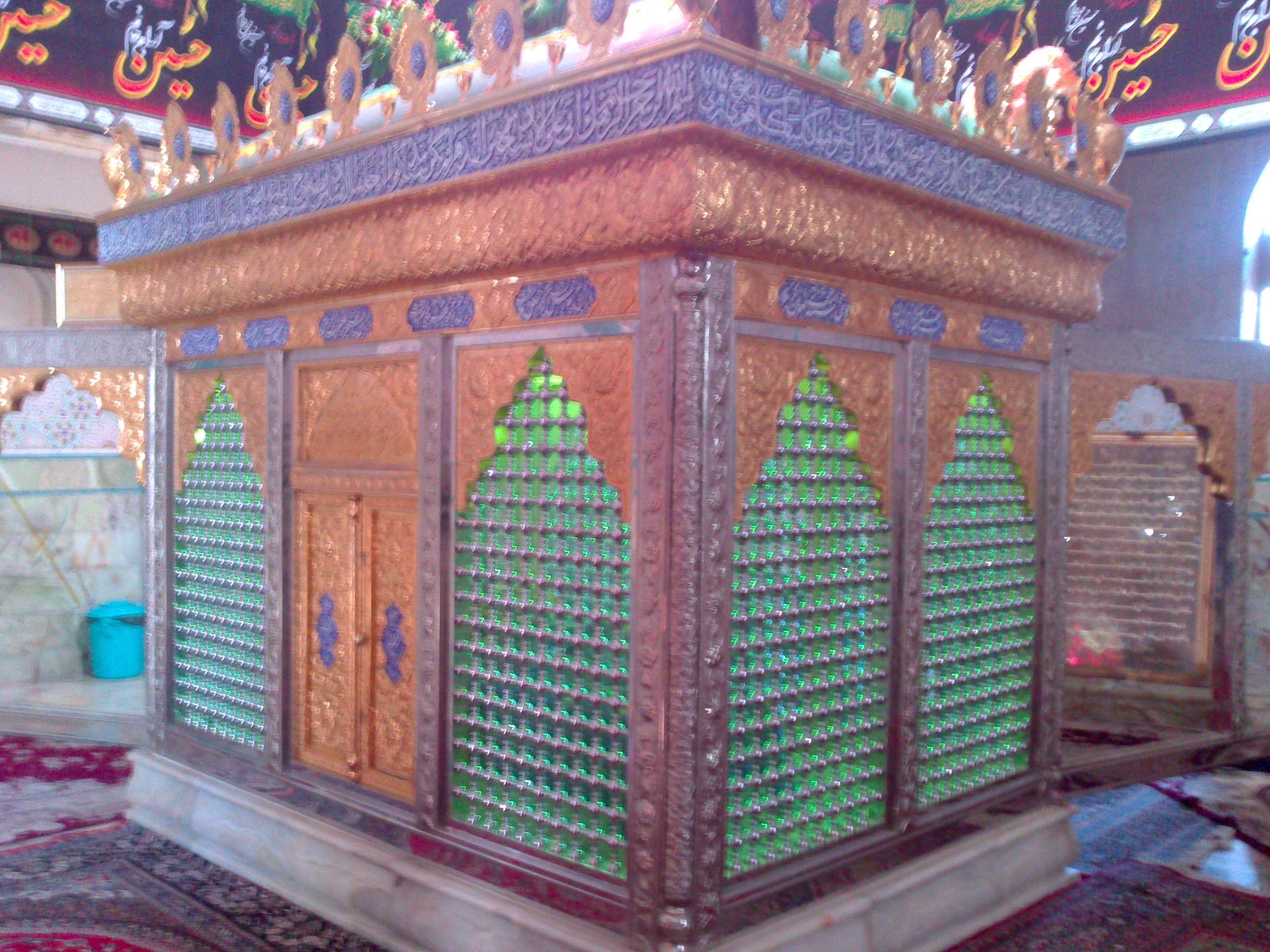
امامزاده سلیمان که شاهزاده سلیمان نیز نامیده می‌شود

محله‌ها: بالاسامان، درب عمارت، موشی، قلعه، بیشه، جبارآقا، ریگی، نوری، قرقیاس، حاج امین و…

## جمعیت
این شهر براساس سرشماری مرکز آمار ایران در سال ۱۳۹۵، جمعیت آن ۱۹٬۲۳۹ نفر بوده است.

## دیدنی‌ها
- قلعه بزی دیزیچه (قلعه خان لنجان)، متعلق به دوره ساسانی[۱]
- آرامگاه چهل‌دختران
- قلعه اکبرآباد
- قلعه کهن قلعه بزی دیزیچه شمال دیزیچه
- امامزاده سلیمان
- امامزاده محمد
- آمام‌زاده سید تقی (پیر حاجات)
- پارک کوهستانی آبشار (نورالشهدا)

مساجد و کتابخانه عمومی این شهر نیز فعالیت زیادی دارند.

طبیعت زیبای شهر-پارک قایقرانی

### مجموعه غارهای پیش از تاریخ قلعه بزی دیزیچه
این غارها دارای کهنترین نشانه‌های سکونت انسان در استان اصفهان هستند که در شمال شرق دیزیچه در محله حسن‌آباد قلعه بزی قرار دارند.
با توجه به مطالعات باستان شناسان و تاریخگذاری کربن ۱۴، این غارها مسکن شکارچیان عصر سنگ در حدود چهل تا پنجاه هزار سال پیش بوده است. در این دوره انسان‌های نئاندرتال در منطقه زاگرس و احتمالاً مرکز ایران می‌زیستند. اهمیت قلعه بزی در این نکته است که از دوره پارینه سنگی میانی در مرکز فلات ایران اطلاعات چندانی وجود نداشت. در حال حاضر قلعه بزی تنها مکان شناخته شده این دوره است که می‌تواند در زمینه گاهنگاری، دیرین اقلیم‌شناسی و سایر مسائل مرتبط با زندگی مردمان پارینه سنگی میانی اطلاعاتی ارائه کند.
به نظر کاوشگر این مکان‌ها مجموعه قلعه بزی در ایران کاملاً منحصربه‌فرد است و مجموعه‌های مشابه آن در تنها در قفقاز، شبه جزیره عربستان و جنوب شرقی اروپا دیده شده است.
اولین فصل کاوشها در غار قلعه بزی در سال ۸۴ به سرپرستی دکتر فریدون بیگلری و با همکاری اداره باستان‌شناسی میراث اصفهان و بخش زمین‌شناسی دانشگاه اصفهان به‌طور مقدماتی صورت گرفت. اما در فصل دوم پژوهشها که در سال ۱۳۸۷ توسط باستان شناسان ایرانی و فرانسوی به سرپرستی بیگلری و ژوبر انجام گرفت کاوشهایی در غار بزرگ شماره ۲ انجام شد که دارای آثار مهمی از دوره پارینه سنگی میانی است.
مطالعه استخوان‌های کشف شده در قلعه بزی توسط دکتر مرجان مشکور و با همکاری دکتر ویلیام رندو انجام شده است. طبق نظر این متخصصین استخوان‌های جانوری در قلعه بزی دیزیچه به خوبی حفظ شده است و گونه‌های مختلف جانوری در این مکان به دست آمده است که آهو و بز وحشی، گاو وحشی و کرگدن از آن جمله هستند. متأسفانه حفاریهای غیرمجاز در سال‌های اخیر لطمات زیادی به لایه‌های باستانی غارها وارد کرده است.
بدون تردید غارهای قلعه بزی از جنبه‌های باستان‌شناسی منحصربه‌فرد هستند و ادامه کاوشهای علمی می‌تواند اطلاعات مهمی دربارهٔ کهنترین ساکنان ایران زمین ارائه کند. ایجاد موزه باستان‌شناسی با تکیه بر کشفیات غارهای قلعه بزی دیزیچه و دیگر آثار باستانی منطقه از برنامه‌های در دست اجرا است که می‌تواند باعث جلب گردشگران زیادی به منطقه شود.